# Dule, Škocjan
Dule este o localitate din comuna Škocjan, Slovenia, cu o populație de 42 de locuitori.